# Friedrich von Eickstedt
Friedrich von Eickstedt (* 13. Jahrhundert; † 6. Dezember 1343) war ein römisch-katholischer Geistlicher und in der ersten Hälfte des 14. Jahrhunderts Bischof von Cammin.

## Leben
Friedrich von Eickstedt wurde erstmals 1318 als Domherr des Camminer Domkapitels erwähnt. Im Jahr 1320 war er Vizedominus und Propst des Kolberger Domkapitels. Als es in den 1320er Jahren innerhalb des Stiftes zum Streit wegen der Einsetzung des Bischofs Arnold von Eltz durch den Papst und der Wahl zweier Gegenbischöfe durch das Domkapitel kam, soll sich Friedrich bemüht haben, zwischen den Parteien zu vermitteln. Am 27. September 1329 wurde Friedrich von Eickstedt zum Bischof von Cammin gewählt. Nach dem Tod Bischof Arnolds im Sommer 1330 wurde die Wahl durch den Papst in Avignon bestätigt. Es gelang ihm die Spaltung innerhalb des Bistums weitgehend abzubauen.
Im Pommersch-Brandenburgischen Krieg stellte er sich auf die Seite der Herzöge Ottos I. und Barnims III. von Pommern-Stettin. Er schloss mit ihnen am 30. Dezember 1330 ein Schutzbündnis. Während die Herzöge nach der Schlacht am Kremmer Damm ihren Feldzug in der Mark Brandenburg fortsetzten, führte Bischof Friedrich einen Feldzug in die Neumark, wo er Tempelburg besetzte. Dort ließ er sich als Lehnsherrn huldigen, die Rückeroberung Tempelburgs durch den Markgrafen Ludwig I. beendete jedoch bald seinen Anspruch. Es gelang ihm jedoch durch Verhandlungen am 24. März 1337 einen Vertrag zu erwirken, in dem sich der Markgraf zum Lehnsträger des Bischofs für seine neumärkischen Besitzungen und den Zehnt aus diesen erklärte.
Er vermittelte am 25. März 1336 in Eggesin einen Vertrag zwischen Pommern und Brandenburg, mit dem die Grenzstreitigkeiten beigelegt wurden. Bei den Verhandlungen zum Vertrag von Grimnitz am 27. März 1340 war er Rechtsbeistand der Herzöge.
Im Jahr 1339 kaufte er das Land Bublitz von den ansässigen Adelsgeschlechtern und verlieh dem Flecken Bublitz 1340 das Stadtrecht.
In den letzten Jahren seiner Amtszeit machte er Johann von Sachsen-Lauenburg, einen Enkel des Herzogs Bogislaw IV., zum Koadjutor. Dieser wurde nach Friedrichs Tod 1343 sein Nachfolger.
Während seiner Amtszeit waren im Jahre 1335 Bischof Cono von Makarska und in den Jahren 1342 und 1343 Heinrich von Apolda, Bischof von Lavata, als Weihbischöfe tätig.